# Махмудов Насир
Насир Махму́дов (1913, місто Коканд, тепер Узбекистан — 5 грудня 1987, місто Ташкент, тепер Узбекистан) — узбецький радянський партійний діяч. Депутат Верховної ради Узбецької РСР. Депутат Верховної Ради СРСР 2—3-го і 5—7-го скликань.

## Життєпис
Народився в селянській родині. У 1930 році закінчив середню школу. З 1931 по 1932 рік працював учителем сільської школи в Шаватському районі Узбецької РСР.
У 1932—1933 роках — літературний співробітник Шаватської районної газети «Шавот хакикати».
У 1933 році — інструктор виконавчого комітету Шаватської районної ради Узбецької РСР.
У 1934 році — інструктор Багдадського районного комітету КП(б) Узбекистану.
У 1935 році — завідувач відділу виконавчого комітету Шахрисабської районної ради Узбецької РСР.
З 1935 по 1938 рік служив у Червоній армії.
У 1938—1940 роках — голова виконавчого комітету Сурхан-Дар'їнської окружної ради Узбецької РСР.
Член ВКП(б) з 1940 року.
У лютому 1940—1943 роках — голова виконавчого комітету Самаркандської обласної ради депутатів трудящих Узбецької РСР.
У 1943 — листопаді 1948 року — 1-й секретар Самаркандського обласного комітету КП(б) Узбекистану.
У 1948—1950 роках — слухач Вищої партійної школи при ЦК ВКП(б).
У квітні 1950 — травні 1951 року — 1-й секретар Ферганського обласного комітету КП(б) Узбекистану.
У травні 1951 — вересні 1952 року — 1-й секретар Ташкентського обласного комітету КП(б) Узбекистану.
У 1952—1953 роках — слухач Вищої партійної школи при ЦК КПРС.
У 1953 році — директор радгоспу «Далварзін» Бекабадського району Ташкентської області.
У 1953—1954 роках — 1-й секретар Пскентського районного комітету КП Узбекистану Ташкентської області.
У 1954—1955 роках — 1-й заступник голови виконавчого комітету Бухарської обласної ради депутатів трудящих.
У 1955—1956 роках — голова виконавчого комітету Бухарської обласної ради депутатів трудящих.
У 1956 — березні 1963 року — 1-й секретар Кара-Калпацького обласного комітету КП Узбекистану.
З лютого 1963 року — 1-й секретар Організаційного бюро ЦК КП Узбекистану по Сирдар'їнській області.
У березні 1963 — липні 1969 року — 1-й секретар Сирдар'їнського обласного комітету КП Узбекистану.
17 липня 1969 — 1984 року — голова Комітету народного контролю Узбецької РСР.
З 1984 року — персональний пенсіонер у Ташкенті.
Помер 5 грудня 1987 року в місті Ташкенті.

## Нагороди
- два ордени Леніна (26.12.1944; 1957)
- орден Жовтневої Революції
- орден Вітчизняної війни ІІ ст. (1945)
- чотири ордени Трудового Червоного Прапора (6.11.1963,)
- орден Дружби народів (26.02.1981)
- медаль «За трудову доблесть»
- медалі